# Beate Liebich
Beate Liebich (geb. Lüdtke; * 21. Februar 1958 in Malchin) ist eine ehemalige deutsche Mittelstreckenläuferin, die sich auf die 1500-Meter-Distanz spezialisiert hatte und für die DDR startete.
Bei den Olympischen Spielen 1980 in Moskau schied sie im Vorlauf aus. 1982 gewann sie Bronze bei den Halleneuropameisterschaften in Mailand und belegte bei den Crosslauf-Weltmeisterschaften in Rom den 37. Platz.
1982 wurde sie DDR-Hallenmeisterin und -Vizemeisterin im Freien. Außerdem wurde sie 1977 DDR-Vizemeisterin in der Halle über 800 Meter.
Beate Liebich startete für den SC Turbine Erfurt.

## Persönliche Bestzeiten
- 400 m: 53,60 s, 10. August 1977, Potsdam
- 800 m: 2:00,0 min, 1. Juli 1977, Dresden
  - Halle: 1:59,76 min, 20. Februar 1982, Budapest
- 1000 m: 2:31,6 min, 9. Juli 1980, Berlin
- 1500 m: 3:59,9 min, 5. Juli 1980, Potsdam
  - Halle: 4:06,70 min, 7. März 1982, Mailand
- 1 Meile (Halle): 4:29,54 min, 10. März 1982, Mailand
- 3000 m: 9:00,93 min, 29. Mai 1982, Jena